# Fontcouverte, Charente-Maritime

Fontcouverte este o comună în departamentul Charente-Maritime, Franța. În 1 ianuarie 2022 avea o populație de 2.313 de locuitori.